# Саванна (переписна місцевість, Нью-Йорк)
Саванна (англ. Savannah) — переписна місцевість (CDP) в США, в окрузі Вейн штату Нью-Йорк. Населення — 487 осіб (2020).

## Географія
Саванна розташована за координатами 43°4′0″ пн. ш. 76°45′34″ зх. д. / 43.06667° пн. ш. 76.75944° зх. д. (43.066711, -76.759545).  За даними Бюро перепису населення США в 2010 році переписна місцевість мала площу 3,06 км², уся площа — суходіл.

## Демографія
Згідно з переписом 2010 року, у переписній місцевості мешкало 558 осіб у 214 домогосподарствах у складі 137 родин. Густота населення становила 183 особи/км².  Було 245 помешкань (80/км²).
Расовий склад населення:
| - 98,2 % — білих - 1,1 % — чорних або афроамериканців - 0,4 % — корінних американців |

До двох чи більше рас належало 0,4 %. Частка іспаномовних становила 1,4 % від усіх жителів.
За віковим діапазоном населення розподілялося таким чином: 24,2 % — особи молодші 18 років, 60,4 % — особи у віці 18—64 років, 15,4 % — особи у віці 65 років та старші. Медіана віку мешканця становила 41,8 року. На 100 осіб жіночої статі у переписній місцевості припадало 88,5 чоловіків;  на 100 жінок у віці від 18 років та старших — 91,4 чоловіків також старших 18 років.
Середній дохід на одне домашнє господарство  становив 49 062 долари США (медіана — 38 929), а середній дохід на одну сім'ю — 53 768 доларів (медіана — 39 226). Медіана доходів становила 39 048 доларів для чоловіків та 30 750 доларів для жінок. За межею бідності перебувало 8,9 % осіб, у тому числі 0,0 % дітей у віці до 18 років та 21,3 % осіб у віці 65 років та старших.
Цивільне працевлаштоване населення становило 176 осіб. Основні галузі зайнятості: освіта, охорона здоров'я та соціальна допомога — 29,5 %, виробництво — 27,8 %, роздрібна торгівля — 22,2 %.